# Jody Handley
Jody Handley (née le 12 mars 1979) est une joueuse de football anglaise. C'est une joueuse rapide qui joue aussi bien milieu de terrain pour l'équipe d'Angleterre féminine que attaquant pour Everton LFC, son club.
En août 2007 elle est choisie par Hope Powell, sélectionneur nationale, pour disputer la phase finale de la Coupe du monde de football féminin 2007 en Chine.